# Vicente André Gomes
Vicente André Gomes, eigentlich Vicente Manoel Leite Andre Gomes (* 18. Januar 1952 in Recife, Brasilien; † 8. Mai 2020 ebenda) war ein brasilianischer Arzt und Politiker.

## Leben und Wirken
Gomes entstammte einer Politikerfamilie und kämpfte als junger Mann gegen die Militärdiktatur in Brasilien. Er studierte von 1972 bis 1978 Medizin an der Fundação Universidade de Pernambuco (Fesp), der früheren Universität von Pernambuco und machte 1979 seinen Abschluss im Bereich der Kardiologie.
Sechsmal wurde er zum Stadtrat in Recife gewählt, von 1985 bis 1995 und 2005 bis 2016. In den Jahren 2013 bis 2016 war er auch Präsident der Abgeordnetenkammer der Stadt Recife. Dann erfolgte seine Wahl zum Abgeordneten des Bundesparlaments in Brasília für den Bundesstaat Pernambuco von 1995 bis 1999. Er war Mitglied der Parteien PTD und PSB.
Vicente André Gomes wurde mit Symptomen des SARS-COVID-19 Virus am 18. April 2020 in ein Krankenhaus eingeliefert. Er starb am 8. Mai 2020 in Recife im Alter von 68 Jahren.